# مجتبي يوسفي
مجتبي يوسفي (بالفارسية: مجتبی یوسفی) (مواليد 1983، الأهواز) الممثل الحالي لمدن الأهواز، باوي، حميدية ومقاطعة كارون في مجلس الشورى الإسلامي (إيران). وهو عضو في «الهيئة المدنية وهيئة الاندماج» في مجلس النواب، وتولى رئاسة الفرع الرابع لمجلس الشورى الإسلامي. حاصل على درجة البكالوريوس في الهندسة المدنية ودرجة الماجستير في الإدارة التنفيذية (الإستراتيجية). كان لديه مسؤوليات مختلفة في محافظ مدينة الأهواز. كان عضوا في مجلس التعليم، المسؤول عن المكتب الفني ورئيس بلدية الحي الثالث في الأهواز. وهو أيضًا أستاذ جامعي.
انتخب مجتبي يوسفي في مجلس الشورى الإسلامي (الدورة الحادية عشرة) من الدائرة الانتخابية للأهواز ، باوي ، الحميدية. وكارون بحوالي 66,000 صوت، في 21 فبراير 2020؛ وانتخب يوسفي ثاني ممثل للأهواز في انتخابات مجلس الشورى الإسلامي بعد سيد كريم حسيني.